# Інформаційна інфраструктура
Інформаці́йна інфраструкту́ра (англ. information infrastructure) — комплекс програмно-технічних засобів, організаційних систем та нормативних баз, який забезпечує організацію взаємодії інформаційних потоків, функціонування та розвиток засобів інформаційної взаємодії та інформаційного простору країни або організації.
Ефективний розвиток країни або організації та їх конкурентноздатність можливі  за умови наявності розвинутої інформаційної інфраструктури.
Важливим фактором впливу на стан інформаційної інфраструктури країни є наявність відповідної конструктивної державної політики в цій галузі, яка має стимулювати її розвиток.
Серйозним аспектом відсутності інформаційної інфраструктури є загроза інформаційній безпеці держави або підприємства.